# احتلال إسطنبول (1918-1923)
تم احتلال إسطنبول عاصمة الخلافة العثمانية من قبل قوات المملكة المتحدة وفرنسا وإيطاليا  منذ 13 نوفمبر 1918 إلى غاية 4 أكتوبر 1923م تم تنفيذه بموجب اتفاقيات هدنة مودروس، التي أدت إلى تقسيم الإمبراطورية العثمانية بعد انتهاء الحرب العالمية الأولى. دخلت القوات الفرنسية أولا إلى المدينة في 12 نوفمبر 1918 ، تلتها القوات البريطانية في اليوم التالي. هبطت القوات الإيطالية في حي قره كوي يوم 7 فبراير 1919.
احتلت قوات الحلفاء المدينة وأنشأت إدارة عسكرية في ديسمبر 1918م، وكان أول احتلال منذ فتح القسطنطينية عام 1453م. مر الاحتلال بمرحلتين: الاحتلال الأول التي حدث وفقًا للهدنة واستمر حتى 16 مارس 1920م، بعده تمددت فترة الاحتلال بموجب معاهدة سيفر ، والتي لحقتها معاهدة لوزان الموقعة في 2 يوليو 1923م. تسبب الاحتلال اليوناني لهذه المدينة وأزمير في تعبئة الحركة الوطنية التركية ونشوب حرب الاستقلال التركية. وغادرت آخر قوات الحلفاء المدينة في 4 أكتوبر 1923م وكان أول دخول لقوات الحركة الوطنية التركية في 6 أكتوبر 1923م.
شهد عام 1918 أول تغيّرٍ يطرأ على المدينة منذ سقوط القسطنطينية عام 1453. حفّز سقوطها، جنبًا إلى جنب مع احتلال إزمير، تأسيس الحركة الوطنية التركية، مما مهّد إلى اندلاع حرب الاستقلال التركية.

## خلفية الأحداث
قدّر العثمانيون أن عدد سكان إسطنبول في عام 1920 كان يتراوح بين 800 ألف و1.2 مليون نسمة، بعد أن جمعوا الإحصاءات السكانية من مختلف الهيئات الدينية. إن الشك في الأرقام يعكس عدم إحصاء لاجئي الحرب والخلافات حول حدود المدينة. نصفهم أو أقل كانوا من المسلمين، ومعظم ما تبقّى من الروم الأرثوذكس والأرمن الأرثوذكس واليهود؛ إذ كان هناك عددٌ كبير من سكان أوروبا الغربية قبل الحرب.

### شرعية الاحتلال
تشير هدنة مودروس الموقّعة في 30 أكتوبر 1918، التي أنهت المشاركة العثمانية في الحرب العالمية الأولى، إلى احتلال حصن البوسفور وحصن الدردنيل. في ذلك اليوم، صرّح سومرست غوف كالثورب، المُوقّع البريطاني، بموقف الوفاق الثلاثي الذين لم يكن لديهم أي نية لتفكيك الحكومة أو وضعها تحت الاحتلال العسكري من خلال «احتلال القسطنطينية». هذا الوعد اللفظي وعدم ذكر احتلال القسطنطينية في الهدنة لم يغيّر واقع الإمبراطورية العثمانية. يصف الأدميرال سومرست غوف كالثورب الموقف البريطاني على أنه «ليس له أي فضلٍ على أي تركي على الإطلاق ولم يبشر بأي أملٍ لهم». عاد الطرف العثماني إلى العاصمة حاملًا رسالةً شخصية من كالثورب، موجّهة إلى حسين رؤوف أورباي، وعد فيها بالنيابة عن الحكومة البريطانية باستخدام القوات البريطانية والفرنسية فقط في احتلال تحصينات المضيق. ويمكن السماح لعددٍ صغير من القوات العثمانية بالبقاء في المناطق المحتلّة كرمزٍ للسيادة.

### موقف السلطان
وفقًا للسير هوراس رومبولد، بارونيت التاسع، السفير البريطاني في القسطنطينية (1920-1924)، لم يستوعب السلطان محمد السادس الفكر الكمالي أبدًا، ولم يقبل المنظور الوطني للحركة التركية الوطنية. لم يدرك أبدًا أهمية الأحداث العسكرية والسياسية بعد هدنة مودروس، وفشِل في إدراك أن تقسيم الإمبراطورية العثمانية كان انعكاسًا لاحتجازه. فبالنسبة له، كان هو ودائرته المقرّبة هم من يشكّل الأتراك ويمثّلهم. كانت هناك مجموعة من الأتراك الأصيلين الذين كانوا مخلصين ويعملون على إنقاذ الإمبراطورية مقابل أي ثمن. وبناءً على أنشطتهم الفردية على الأرجح، وقَعَ بعض الثوار الأتراك داخل/خارج تعريف السلطان للتركي. وفقًا لرامبولد أيضًا، ادّعى السلطان أن مصطفى كمال كان ثوريًا مقدونيًا من أصلٍ لم يجرِ التحقّق منه، وأن بكر سامي بك قندح كان أوسيتيًا وأن ثوريين آخرين كانوا من الألبان والشركس الناطقين بالتركية، وإلخ. علاوةً على ذلك، أكّد رامبولد أن السلطان كان يعتقد أن المقاومة ضد الحلفاء بالدعم المتوفّر لدى البلاشفة سيُذيق تركيا نفس مصير جمهورية أذربيجان الديمقراطية، التي أصبحت جمهورية أذربيجان الاشتراكية السوفييتية. واتّخذت الإيديولوجية الكامنة وراء تصوّر السلطان للأحداث مسارًا مختلفًا تمامًا.
في السنوات التالية، ذهب أنور باشا إلى موسكو ولاحقًا إلى آسيا الوسطى، حيث كانت نيته النهائية استعادة السلطة (ضد الحلفاء) باستخدام البلاشفة من خلال تنظيم اتحاد الجمعيات الثورية الإسلامية وحزبٍ من المجالس الشعبية. لم تفسح الحركة الوطنية التركية المجال أمام البلاشفة، بل عقدت السلام مع الحلفاء. قُتل أنور باشا أثناء محاربته للجيش الأحمر. ألغت إصلاحات أتاتورك الخلافة ولم تنقذ حركة الخلافة الخليفة العثماني.

## الإدارة العسكرية

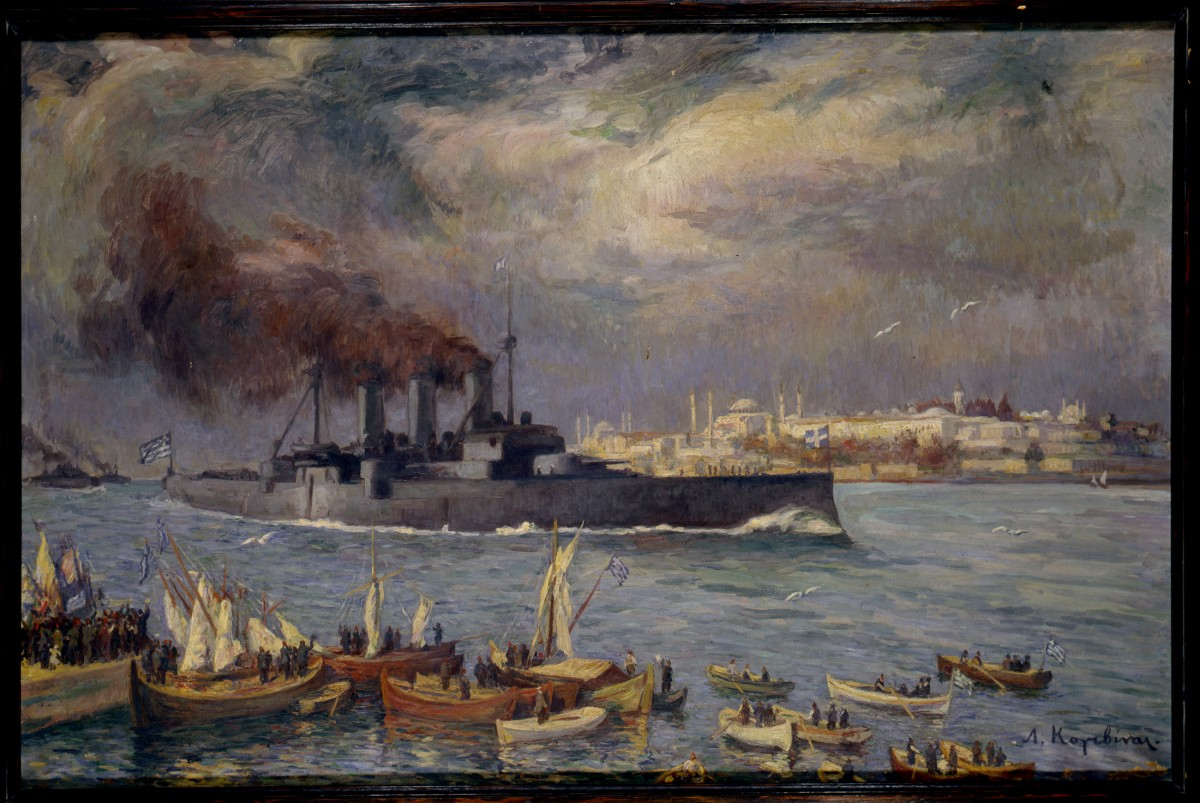
طراد البحرية اليونانية أفيروف المدرع في البوسفور، 1919

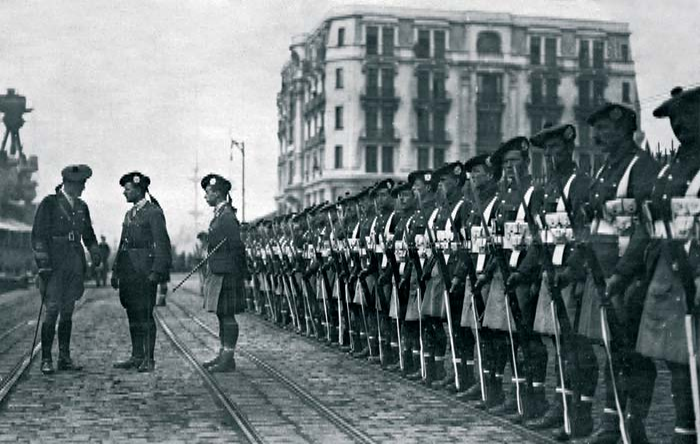
قوات الاحتلال البريطاني في ميناء قره كوي أمام خط الترام الساحلي. المبنى المصمم على طراز فن الآرت نوفو في الخلفية هو المقر الرئيسي لشركة الأعمال البحرية التركية (Türkiye Denizcilik İşletmeleri).

لم ينتظر الحلفاء توقيع معاهدة سلام للمطالبة بالأراضي العثمانية. فدخل لواءٌ فرنسي إسطنبول يوم 12 نوفمبر 1918 بعد 13 يومًا فقط من توقيع هدنة مودروس. ثم دخلت طليعة القوّات البريطانية المدينة في 13 نوفمبر 1918. احتلّت قوات الحلفاء أجزاءً من إسطنبول وشكّلت إدارةً عسكرية لها في أوائل ديسمبر 1918.
رست كتيبة إيطالية قوامها 19 ضابطًا و740 جنديًا على رصيف غلطة في 7 فبراير 1919. وبعدها بيومٍ انضمّ إليهم 283 كارابينييري (قوات الدرك الوطني الإيطالية) بقيادة العقيد بالدوينو كابريني، حيث تولت مهام الشرطة.
قَسّمت اللجنة المدينة إلى 3 مناطق لأسبابٍ مرتبطة بإدارة الشرطة: ستامبول (المدينة القديمة) أُوكِلت إلى الفرنسيين في 10 فبراير 1919، بيرا-غلطة إلى البريطانيين وقاضي كوي وأسكدار إلى الإيطاليين. تم تعيين المفوض السامي الأدميرال سومرست جوف كالثورب مستشارًا عسكريًا في إسطنبول في الفترة ديسمبر 1918 – أغسطس 1919. وكانت مهمّته الأولى اعتقال ما بين 160 و200 شخصٍ من حكومة أحمد توفيق باشا في يناير 1919. أُرسِل ثلاثون إلى مالطا (المنفيون في مالطا) من بين هذه المجموعة.

### السلطة المؤسسة
اعتقل البريطانيون عددًا من أعضاء المؤسسة القديمة واحتجزوهم في مالطا، بانتظار محاكمتهم بتُهمة ارتكاب جرائم مزعومة خلال الحرب العالمية الأولى. شمل كالثورب فقط الأعضاء الأتراك في حكومة توفيق باشا والشخصيات العسكرية/السياسية. أراد إيصال رسالةٍ مفادها أن الاحتلال العسكري هو ساري المفعول، وأن عدم الامتثال سينتهي بفرض عقوبةٍ قاسية. لم يتفق مع موقفه الشركاء الآخرين، فقد ردت الحكومة الفرنسية على تلك المحاكمة بأنه «تمييزٌ للإساءة للمسلمين الأتراك في حين لم يجرِ القبض على المجرمين البلغار والنمساويين والألمان أو التعرّض لهم». ومع ذلك فهمت الحكومة والسلطان الرسالة. أُبلِغ الحلفاء في فبراير 1919 بأن الحكومة العثمانية بكامل جهازها ملتزمة لقوات الاحتلال. أرادت اللجنة التحقيق في أي مصدر صراع (بما في ذلك المسائل الأرمنية)، بطريقة يمكن للحكومات المحايدة فيها أن تلحق بها مشرفين قانونيين. نصّت مراسلات كالثورب لوزارة الخارجية على ما يلي: «الإجراءات المتّخذة من أجل الاعتقالات كان مرضيًا للغاية، وأعتقد أنه أخاف جمعية الاتحاد والترقي في إسطنبول».

## حل الصراع

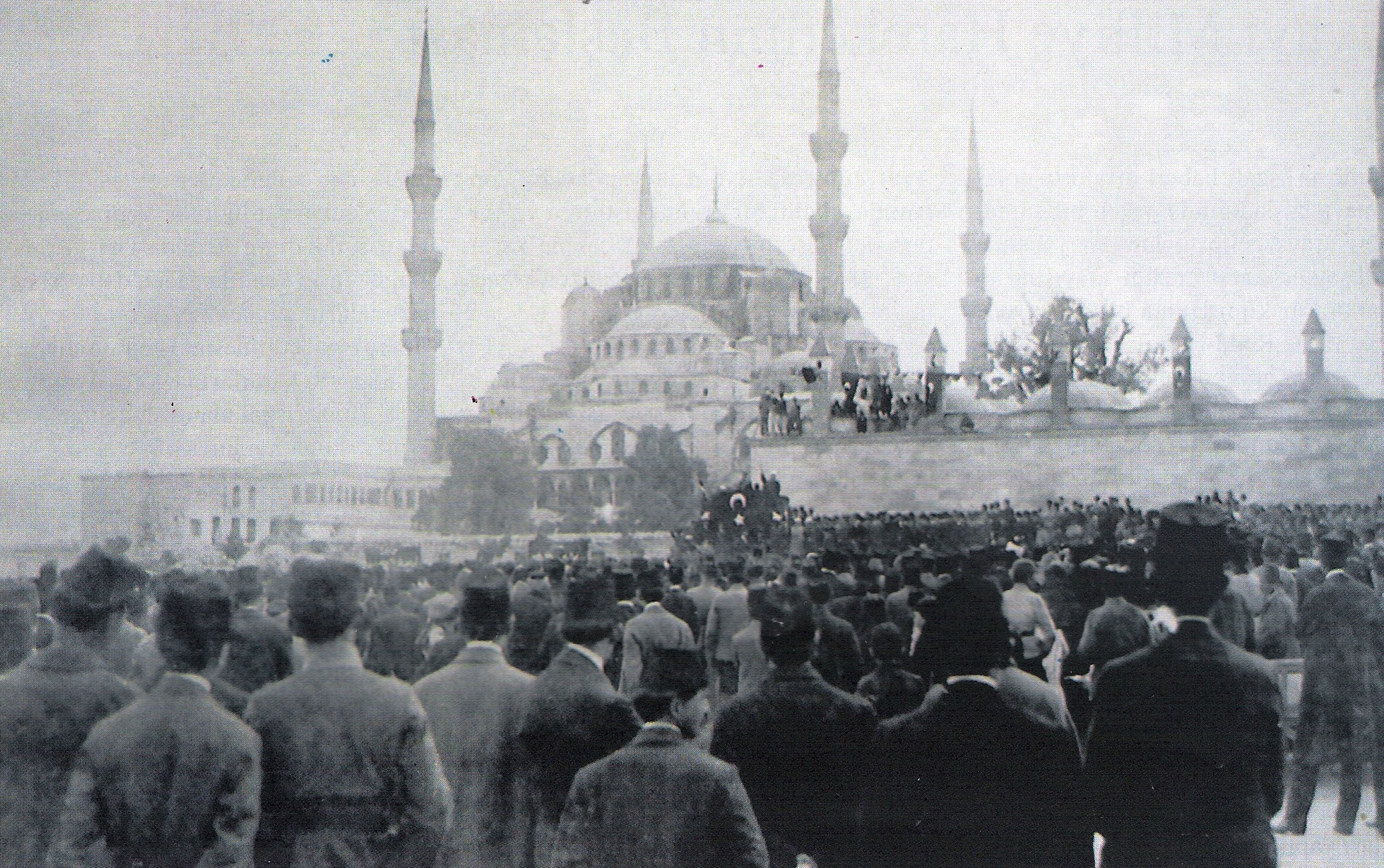
القسطنطينية 23 مايو 1919: احتجاجات ضد الاحتلال

اهتم السلطان برسالة كالثورب اهتماما كاملًا. كان هناك تقليد شرقي لتقديم الهدايا إلى السلطة أثناء النزاعات الخطيرة، وأحيانًا «سقوط الرؤوس». لم يكن هناك هدف أسمى من الحفاظ على سلامة المؤسسة العثمانية. فلا بأس إن كانت تهدئة غضب كالثورب بإلقاء اللوم على بعض أعضاء جمعية الاتحاد والترقي، كي تتمكن السلطنة من تلقى معاملة أكثر تساهلاً في مؤتمر باريس للسلام. بدأت المحاكمات في القسطنطينية في 28 أبريل 1919. قدم الادعاء اثنتين وأربعين وثيقة موثقة تثبت التهم الواردة فيها، والعديد منها تحمل تواريخ وتحديد هوية مرسلي البرقيات والرسائل المشفرة وأسماء المستلمين. في 22 يوليو أدانت المحكمة العسكرية العديد من المتهمين بتهمة تخريب الدستور بالقوة ووجدتهم مسؤولين عن المذابح. وجرت المحاكمات العثمانية في الفترة من 28 أبريل 1919 إلى 29 مارس 1920 بصورة سيئة للغاية وانعدام الكفاءة، حيث كان القصد من المذنبين المفترضين هو التضحية بهم لإنقاذ الدولة. ومع ذلك فكونها سلطة احتلال، فإن الشرعية التاريخية للحلفاء هي على المحك. وكتب كالثورب إلى لندن: «مايجري هو مهزلة ويضر بمكانتنا وبهيبة الحكومة التركية». اعتبر الحلفاء أن المحاكمات العثمانية تحريف للعدالة، لذلك كان لابد من استبدال العدالة العثمانية بالعدالة الغربية بنقل المحاكمات إلى مالطا باعتبارها محاكمات دولية. ورفضت المحاكمات الدولية استخدام أي دليل وضعته المحاكم العثمانية. عندما تم تنظيم المحاكمات الدولية، جرى استبدال كالثورب بجون دي روبيك. قال جون دي روبيك فيما يتعلق بالمحاكمات «أن نتائجها لا يمكن اعتمادها بالمرة». تم إطلاق سراح جميع منفيي مالطا.

### الحركة الجديدة

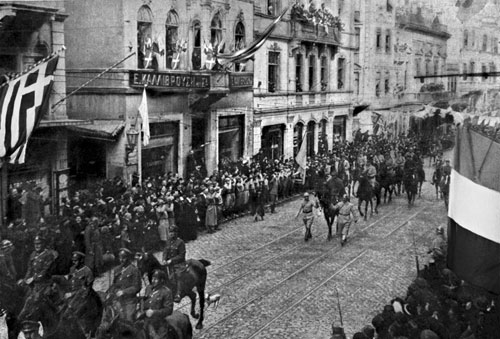
مسيرة لقوات الحلفاء المحتلة على طول شارع جراند بيرا

انزعج كالثورب عندما علم أن المنتصر في جاليبولي أصبح المفتش العام للأناضول، وأن سلوك مصطفى كمال خلال تلك الفترة هو عدم فعل أي شيء لتحسين الأمور. طالب كالثورب باستدعاء كمال، وبفضل الأصدقاء والمتعاطفين مع مصطفى كمال في الدوائر الحكومية، تم صياغة حل وسط تقيد بموجبه سلطة المفتش العام على الورق على الأقل. فأصبح المفتش العام لقب ليس له سلطة قيادة. وفي 23 يونيو 1919 بدأ كالثورب يتفهم دور كمال في تأسيس الحركة التركية الوطنية. فأرسل تقريرا عنه إلى وزارة الخارجية. ولكن قلل جورج كيدزون من القسم الشرقي من أهمية ملاحظاته. وحذر الكابتن هيرست (الجيش البريطاني) في سامسون كالثورب مرة أخرى من الحركة التركية الوطنية، ولكن تم استبدال وحداته بلواء من جنود الجورخا.

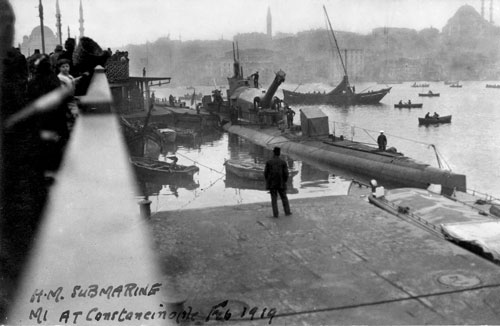
الغواصة HMS M1 في إسطنبول.

غادر آرثر جوف كالثورب إسطنبول بعد تعيينه في منصب آخر في 5 أغسطس 1919.

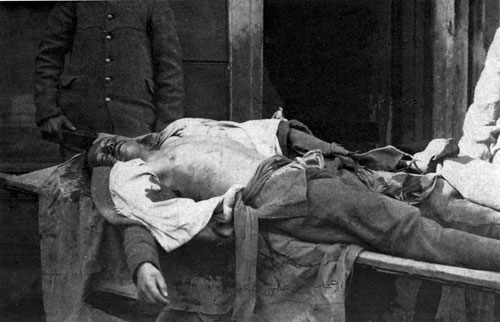
مقتل جندي تركي خلال غارة بريطانية على غارة بريطانية على مبنى حراسة ميزيكا في شاهزادباشي يوم 16 مارس 1920

### جون دي روبك أغسطس 1919–1922
في أغسطس 1919 حل جون دي روبيك محل سومرست آرثر جوف كالثورب منصب «القائد العام للقوات المسلحة في البحر الأبيض المتوسط والمفوض السامي في إسطنبول». كان مسؤولاً عن الأنشطة المتعلقة بروسيا وتركيا (الدولة العثمانية والحركة القومية التركية).
كان جون دي روبيك قلقًا جدًا من المزاج الجريء للبرلمان العثماني الذي وصل في 1920، فقد شعر بالقلق من تقارير تفيد بأن مخزونات كبيرة من الأسلحة تصل إلى الثوار الأتراك، وبعضها من مصادر فرنسية وإيطالية. في إحدى رسائله إلى لندن سأل: «ضد من ستوظف هذه المخزونات؟»
انعقد مؤتمر لندن (فبراير 1920) في العاصمة البريطانية. تضمنت مناقشات حول تسوية شروط المعاهدة التي سيتم تقديمها في سان ريمو. ذكّر جون دي روبيك المشاركين بأن الأناضول ستنتقل إلى مرحلة المقاومة. كانت هناك حجج حول الميثاق الوطني (Misak-ı Milli) المتداولة، وإذا تم ترسيخها فسيستغرق الأمر وقتًا أطول ومزيد من الموارد للتعامل مع قضية تقسيم الدولة العثمانية. حاول إقناع القادة باتخاذ إجراءات سريعة والسيطرة على السلطان والضغط على المتمردين (من كلا الاتجاهين). أثار هذا الطلب مشاكل محرجة على أعلى المستويات: كانت الوعود بالسيادة الوطنية مطروحة على الطاولة، وانسحبت الولايات المتحدة بسرعة إلى عزلتها.

## معاهدة سيفر

### البرلمان العثماني
لم يعترف البرلمان العثماني المنتخب حديثًا بالاحتلال؛ لقد إصاغوا ميثاقًا وطنيًا (Misak-ı Milli - ميثاق مللي). وتبنوا فيه ستة مبادئ: دعت إلى تقرير المصير وأمن إسطنبول وفتح المضائق وإلغاء الإمتيازات. بينما تم التعبير عن تقرير المصير وحماية السلطنة في إسطنبول، حاولت حركة الخلافة في الهند التأثير على الحكومة البريطانية لحماية الخلافة العثمانية، وعلى الرغم من أنها كانت حركة دينية إسلامية بشكل أساسي، إلا أن نضالها قد تحول إلى جزء من حركة الاستقلال الهندية الأوسع. تشترك كل من هاتين الحركتين (الميثاق الوطني التركي وحركة الخلافة) في الكثير من المفاهيم على المستوى الأيديولوجي، وخلال مؤتمر لندن (فبراير 1920) ركز الحلفاء على تلك القضايا.
خسرت الدولة العثمانية الحرب العالمية الأولى، لكن ميثاق مللي مع حركة الخلافة المحلية استمرا في محاربة الحلفاء.

### ترسيخ التقسيم شباط 1920
كانت خطة تقسيم الدولة العثمانية بحاجة إلى إسناد. ففي مؤتمر لندن في 4 مارس 1920 قرر الوفاق الثلاثي تنفيذ اتفاقياته (السرية) السابقة وتشكيل ما يمكن أن يصبح معاهدة سيفر. وقبل تنفيذ ذلك كان لا بد من تفكيك جميع أشكال المقاومة التي بدأت بالتبلور (التمرد والسلطان.. إلخ). فأمرت القوات العسكرية للحلفاء في إسطنبول باتخاذ الإجراءات اللازمة؛ كما زاد الجانب السياسي من جهوده لصياغة معاهدة سيفر.
على الجانب السياسي افترضت المفاوضات بشأن معاهدة سيفر وجود إدارات حكم مسيحية: يونانية (إدارة مسيحية)، وفرنسية أرمنية (إدارة مسيحية)، ومنطقة احتلال إيطالية (إدارة مسيحية)، وأرمينيا ويلسونية (إدارة مسيحية) على أراضي الدولة العثمانية (إدارة مسلمة). فاعتبرت المعاهدة أن المواطنون المسلمون في الدولة العثمانية محرومون من السيادة. سجلت المخابرات البريطانية الحركة الوطنية التركية كحركة للمواطنين المسلمين في الأناضول. جلبت الاضطرابات الإسلامية في جميع أنحاء الأناضول حجتين إلى الحكومة البريطانية فيما يتعلق بالمؤسسات الجديدة:- 
- الإدارة الإسلامية (الدولة العثمانية) لن تصبح آمنة للمسيحيين. فتكون معاهدة سيفر هي الطريقة الوحيدة التي تحميهم.
- لايمكن تطبيق معاهدة سيفر إلا بعد قمع حركة مصطفى كمال (الثوار الأتراك) الوطنية.

على الجانب العسكري ادعى البريطانيون أنه إذا لم يتمكن الحلفاء من السيطرة على الأناضول في ذلك الوقت، فيمكنهم على الأقل السيطرة على العاصمة إسطنبول. فالخطة تبدأ خطوة بخطوة من العاصمة، حيث تفكك كل منظوماتها، ثم التحرك ببطء في عمق الأناضول. وهذا يعني مواجهة حتمية لحرب الاستقلال التركية. طُلب من وزارة الخارجية البريطانية وضع خطة لتسهيل هذا المسار، فأعادوا الخطة التي استخدموها في الثورة العربية. كانت هذه السياسة المتمثلة في تحطيم منظومة الدولة بفصل السلطان عن حكومته، ثم العمل على تناحر الملل داخل السلطنة ضد بعضها البعض، مثل الملة المسيحية ضد الإسلامية. وهذ أفضل الحلول إذا تم استخدام الحد الأدنى من القوة البريطانية.

## الاحتلال العسكري لإسطنبول

### حل البرلمان، مارس 1920
تم احتلال مبنى التلغرام في 14 مارس. وفي ليلة 15 مارس بدأت القوات البريطانية باحتلال المباني الرئيسية واعتقال القوميين الأتراك. وقد كانت عملية فوضوية للغاية. قاومت الفرقة العاشرة ومدرسة الموسيقى العسكرية الاعتقال، فقُتل ما لا يقل عن 10 طلاب منهم، ولم يعرف إجمالي عدد القتلى. فاجتمع البرلمان العثماني في 18 مارس وأرسل احتجاجًا رسميًا إلى الحلفاء، معلناً أنه «من غير المقبول اعتقال خمسة من أعضائه». كان هذا بمثابة انتهاء النظام السياسي العثماني. فتحرك البريطانيين ضد البرلمان جاعلين من السلطان الحاكم الأوحد للسلطنة. ولكنه بدون البرلمان أجبره أن يقف بجوار البريطانيين، فأصبح دمية في يد وزارة الخارجية البريطانية.  قائلاً:«لن يأتي من يلوم على ما سيصبح قريبًا»؛ كشف السلطان نسخته الخاصة لإعلان الحل في 11 أبريل، بعد أن نفى حوالي 150 سياسيًا إلى مالطا. [بحاجة لمصدر]
تبع حل البرلمان مداهمة وإغلاق لمجلة Yeni Gün (يني غن) المملوكة ليونس نادي أبالي أوغلو الصحفي المؤثر، وهو الجهاز الإعلامي الرئيس الذي كان ينشر الأخبار إلى العالم الخارجي.

### الإعلان الرسمي 16 مارس
في 16 مارس 1920 وهو اليوم الثالث من الأعمال العدائية أعلنت قوات الحلفاء المحتلة التالي: في محاولة لمنع انتشار القومية التركية احتل الجنرال السير جورج ميلن وقوات الحلفاء إسطنبول.
- قدم الحلفاء تأكيدات بأنهم لا يعتزمون الاستيلاء على الحكومة.
- سعى الحلفاء لإبقاء المضائق مفتوحة وحماية الأرمن.
- أقنع الحلفاء الحكومة العثمانية بإدانة القوميين الأتراك وأرسلوا الكثير منهم إلى المنفى.
- شكل السلطان حكومة دماد فريد.[28]

## إنفاذ معاهدة السلام

### بداية الضغوط على التمرد، أبريل - يونيو
طالب البريطانيون بأن تقوم القوات المحلية في الأناضول بقمع تمرد الثوار الأتراك، بدعم من التدريب والأسلحة البريطانية. واستجابة لطلب بريطاني رسمي عينت حكومة الأستانة مفتشًا عامًا استثنائيًا للأناضول سليمان شفيق باشا وتأسيس جيش قوا انضباطية لفرض سيطرة الحكومة المركزية بدعم بريطاني. كما دعم البريطانيون مجموعات حرب العصابات المحلية في قلب الأناضول (أطلقوا عليها رسميًا اسم «الجيوش المستقلة») بالمال والسلاح.
ولكن لم تنجح تلك القوى في قمع الحركة القومية. فتصاعدت الاشتباكات خارج إزميد بسرعة، حيث فتحت القوات البريطانية النار على القوميين وقصفتهم من الجو. على الرغم من أن الهجوم أجبر القوميين على التراجع، إلا أنه أظهر ضعف الموقف البريطاني. فطلب القائد البريطاني الجنرال جورج ميلن تعزيزات من سبعة وعشرين فرقة على الأقل. ومع ذلك لم تكن الحكومة البريطانية راغبة في إرسال تلك القوات، فنشر قوة مثل ذلك الحجم قد يكون له عواقب سياسية تتجاوز قدرة الحكومة البريطانية على التعامل معها.
وتلقت بريطانيا دعما من بعض المنفيين الشركس الذين هاجروا إلى السلطنة بعد الإبادة الجماعية للشركس، ولا سيما أحمد أنزافور الذي قاد قوا انضباطية ودمر الريف. بينما ظل آخرون مثل حسين رؤوف أورباي الذي ينحدر من سلالة الوبخ موالين لأتاتورك، ونُفي إلى مالطا سنة 1920 عندما استولت القوات البريطانية على المدينة. وبالنهاية تقبل البريطانيون حقيقة أن الحركة القومية التي تشددت في الحرب العالمية الأولى، لا يمكن مواجهتها دون نشر قوات متسقة وجيدة التدريب. وفي 25 يونيو تم تفكيك قوا انضباطية بناءً على نصيحة البريطانيين حيث أصبحوا يمثلون عائقًا لهم.

### عرض المعاهدة على السلطان في يونيو 1920
عُرضت شروط المعاهدة على السلطان في منتصف شهر يونيو. كانت المعاهدة شديدة القسوة. ومع ذلك بسبب الضغط العسكري الذي مورس على التمرد من أبريل إلى يونيو 1920، لم يتوقع الحلفاء وجود أي معارضة جادة. ولكن في غضون ذلك، شكل مصطفى كمال حكومة منافسة في أنقرة ومعه الجمعية الوطنية الكبرى. وفي 18 أكتوبر أزيحت حكومة دامات فريد باشا بوزارة مؤقتة برئاسة أحمد توفيق باشا ليكون الصدر الأعظم، أعلن عن نيته دعوة مجلس الشيوخ للانعقاد بغرض التصديق على المعاهدة، بشرط تحقيق الوحدة الوطنية. هذا يتطلب السعي للتعاون مع مصطفى كمال. أعرب الأخير عن ازدراءه للمعاهدة وبدأ هجومًا عسكريًا. ونتيجة لذلك أصدرت الحكومة التركية مذكرة إلى الحلفاء مفادها أن التصديق على المعاهدة كان مستحيلًا في ذلك الوقت.

## نهاية الاحتلال

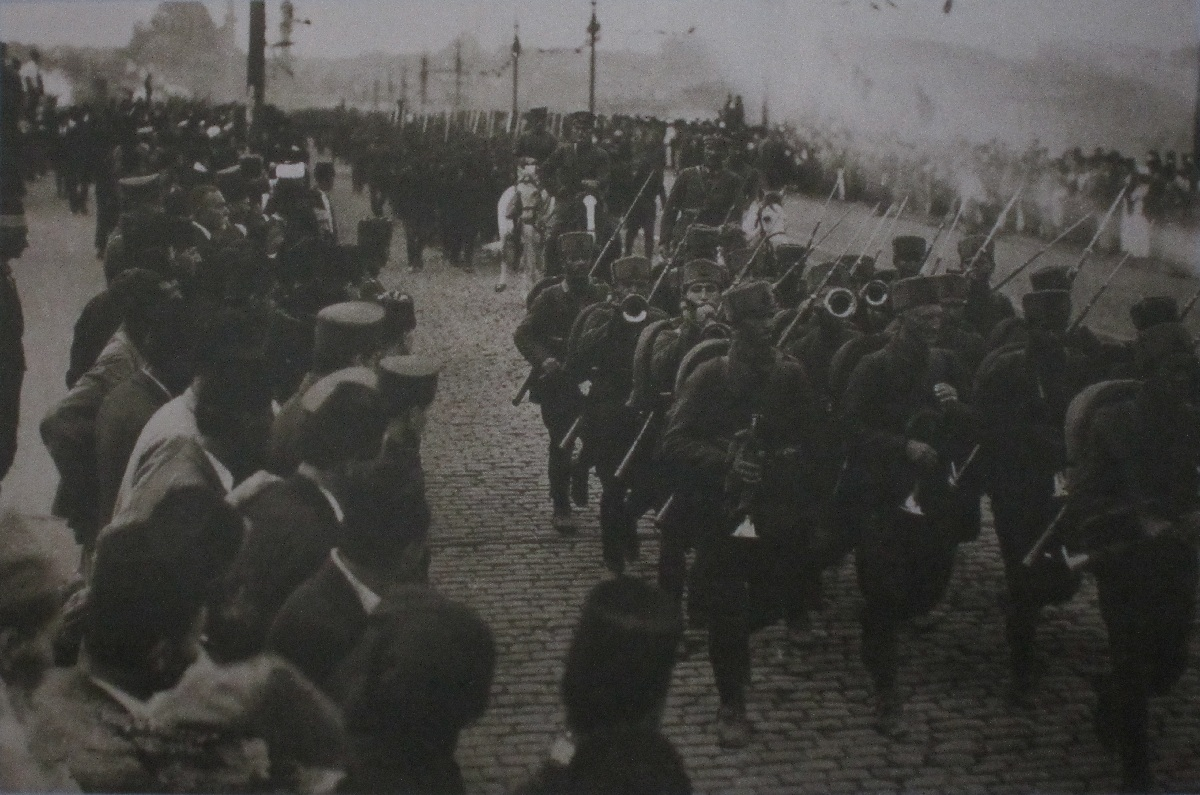
دخول القوات التركية إسطنبول في 6 أكتوبر 1923.

بعد نجاح قوات الحركة الوطنية التركية ضد الفرنسيين واليونانيين، بدأوا بتهديد قوات الحلفاء في جنق قلعة. فقرر البريطانيون مقاومة أي محاولة لاختراق منطقة المضيق المحايدة. كما أقنع الفرنسيون كمال أن يأمر قواته بتجنب أي صدام في جنق. مع ذلك كادت أزمة جنق قلعة أن تؤدي إلى أعمال عدائية، ولكن تم تجنبها في 11 أكتوبر 1922، بعد التوقيع على هدنة مودانيا التي أنهت حرب الاستقلال التركية. أدى سوء تعامل الحكومة البريطانية مع تلك الأزمة إلى انهيارها واستقالة ديفيد لويد جورج في 19 أكتوبر 1922.
بعد انتهاء حرب الاستقلال التركية (1919-1922) اعتمدت الجمعية الوطنية الكبرى في أنقرة إلغاء السلطنة في 1 نوفمبر 1922، وخرج آخر السلاطين محمد السادس من البلاد على متن السفينة الحربية البريطانية HMS Malaya في 17 نوفمبر إلى منفاه في سانريمو بإيطاليا حيث توفي فيها يوم 16 مايو 1926.
بدأت المفاوضات بشأن معاهدة سلام جديدة مع تركيا في مؤتمر لوزان في 20 نوفمبر 1922. حيث جرى توقيع معاهدة لوزان في 24 يوليو 1923. بموجب شروط المعاهدة بدأت قوات الحلفاء في إخلاء إسطنبول يوم 23 أغسطس 1923، وأكملت المهمة في 4 أكتوبر 1923 - غادرت القوات البريطانية والإيطالية والفرنسية بشكل متواز.

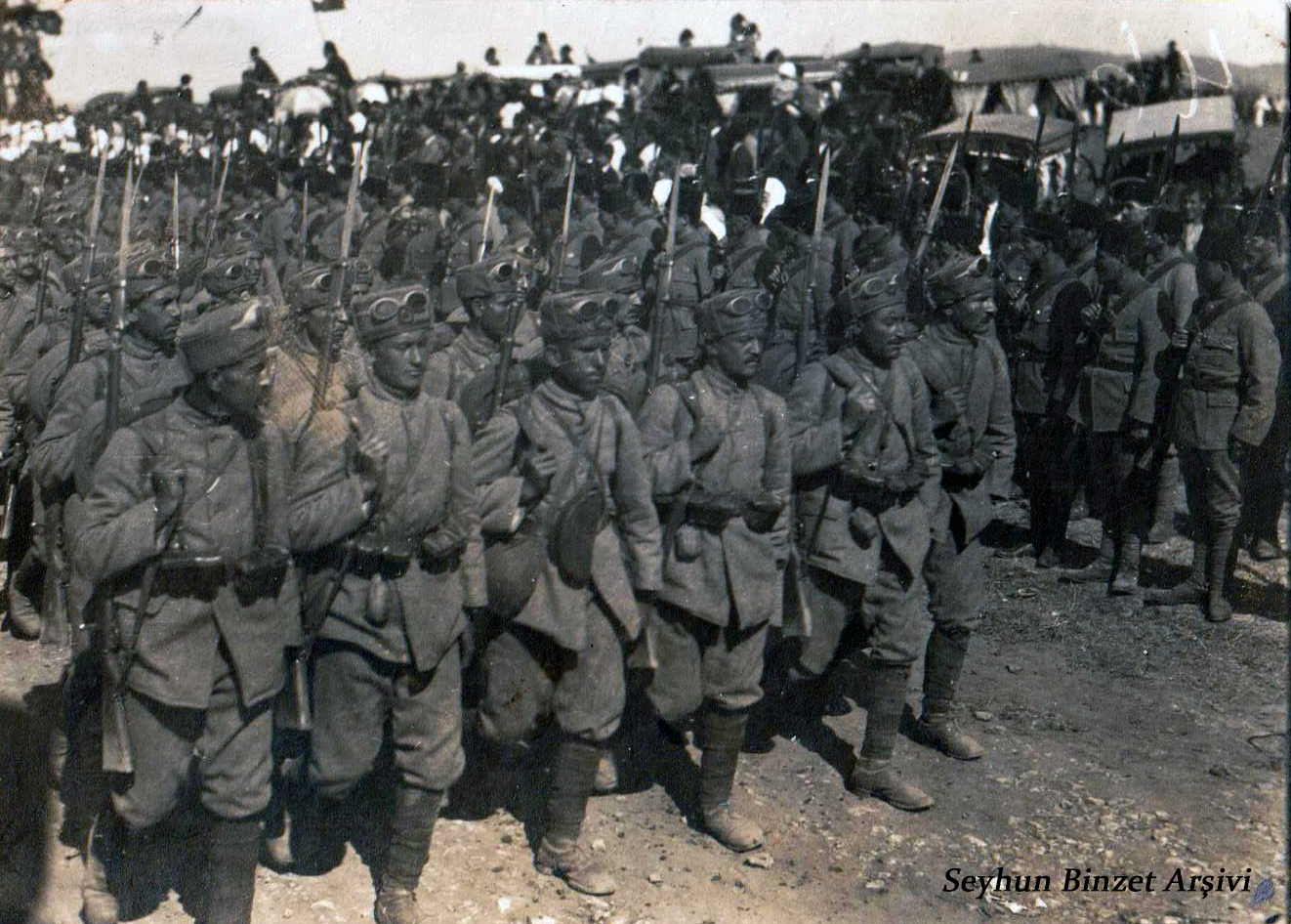
دخول القوات التركية قاضي كوي في 6 أكتوبر 1923.

دخلت القوات التركية التابعة لحكومة أنقرة بقيادة شكري نايلي باشا (الفيلق الثالث) المدينة بحفل في 6 أكتوبر 1923، والذي تم الاحتفال به بيوم تحرير إسطنبول (بالتركية: İstanbul'un Kurtuluşu) ويحتفل به كل عام في ذكرى تأسيسها. وفي 29 أكتوبر 1923 أعلنت الجمعية الوطنية الكبرى لتركيا إنشاء الجمهورية التركية وعاصمتها أنقرة. أصبح مصطفى كمال أتاتورك أول رئيس للجمهورية.

## قائمة أسماء المفوضين الساميين للحلفاء
فرنسا:
- نوفمبر 1918 – يناير 1919: لويس فرانشيت ديسبري
- يناير 30, 1919 – ديسمبر 1920: ألبرت ديفرانس
- 1921 – أكتوبر 22, 1923: موريس بيل

 إيطاليا:
- نوفمبر 1918 – يناير 1919: الكونت كارلو سفورزا
- سبتمبر 1920 – أكتوبر 22, 1923: الماركيز أوجينيو كاميلو جاروني

 المملكة المتحدة:
- نوفمبر 1918 – 1919: الأدميرال سومرست آرثر جوف كالثورب، وهو أيضًا القائد العام لأسطول البحر الأبيض المتوسط.
- أغسطس 1919 – 1920: الأدميرال جون دي ريبوك، وهو أيضًا القائد العام لأسطول البحر الأبيض المتوسط.
- 1920 – أكتوبر 22, 1923: السير هوراس رمبولد (ثم أصبح السفير البريطاني لدى إسطنبول)

 اليونان:
- 1918–1923: إفثيميوس كانيلوبولوس